# St. Valentin (Deesdorf)

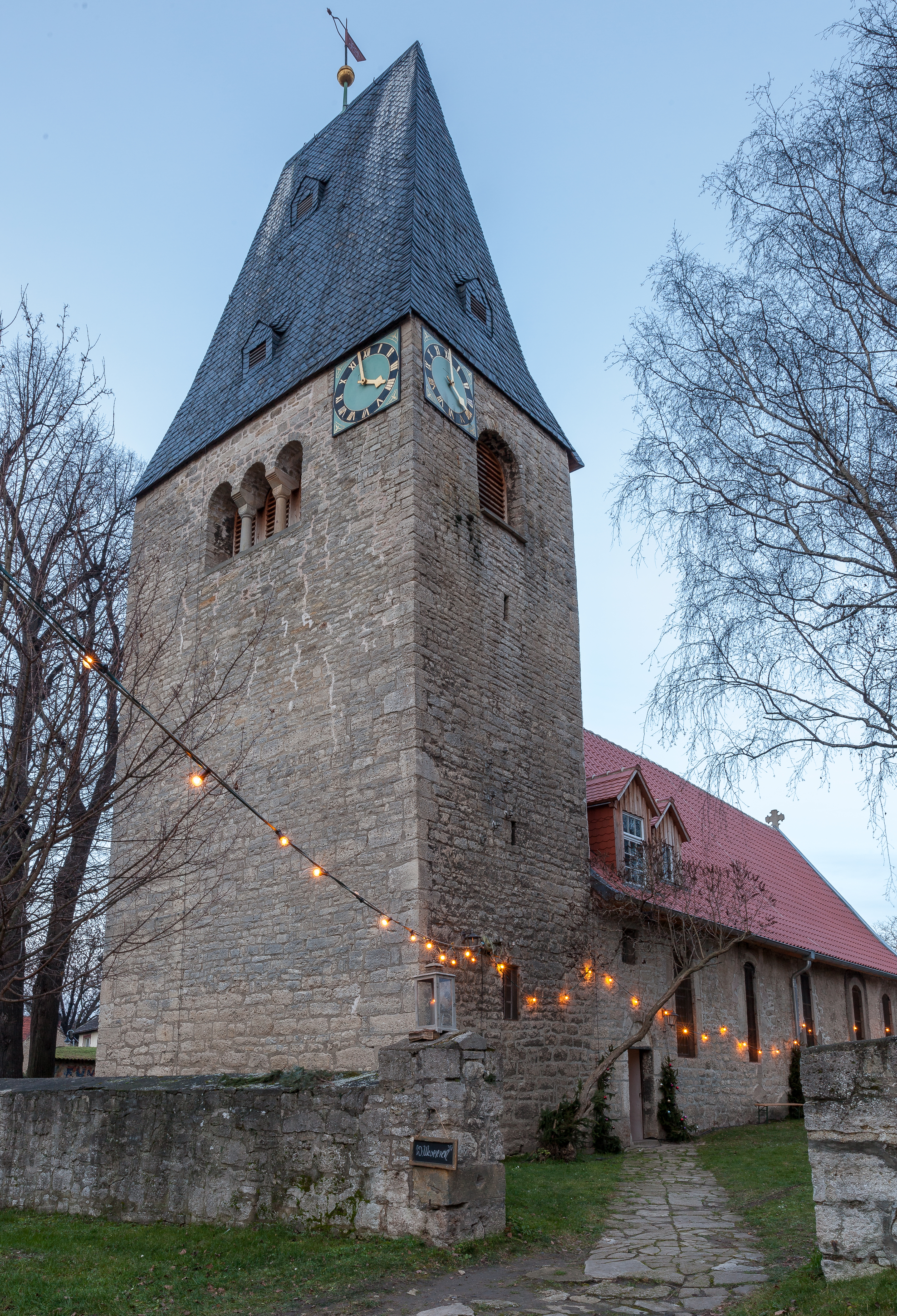
Dorfkirche Deesdorf

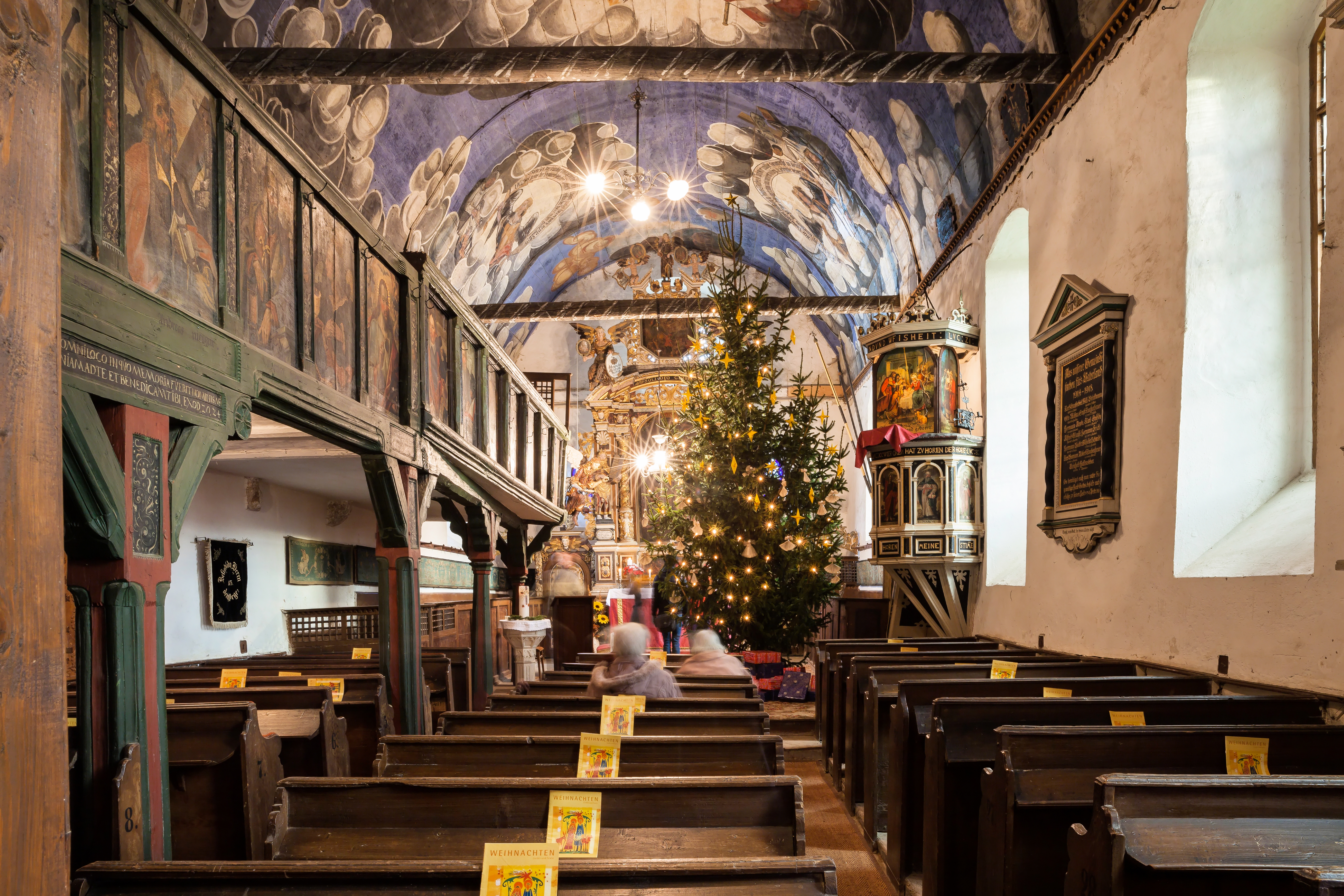
Innenansicht

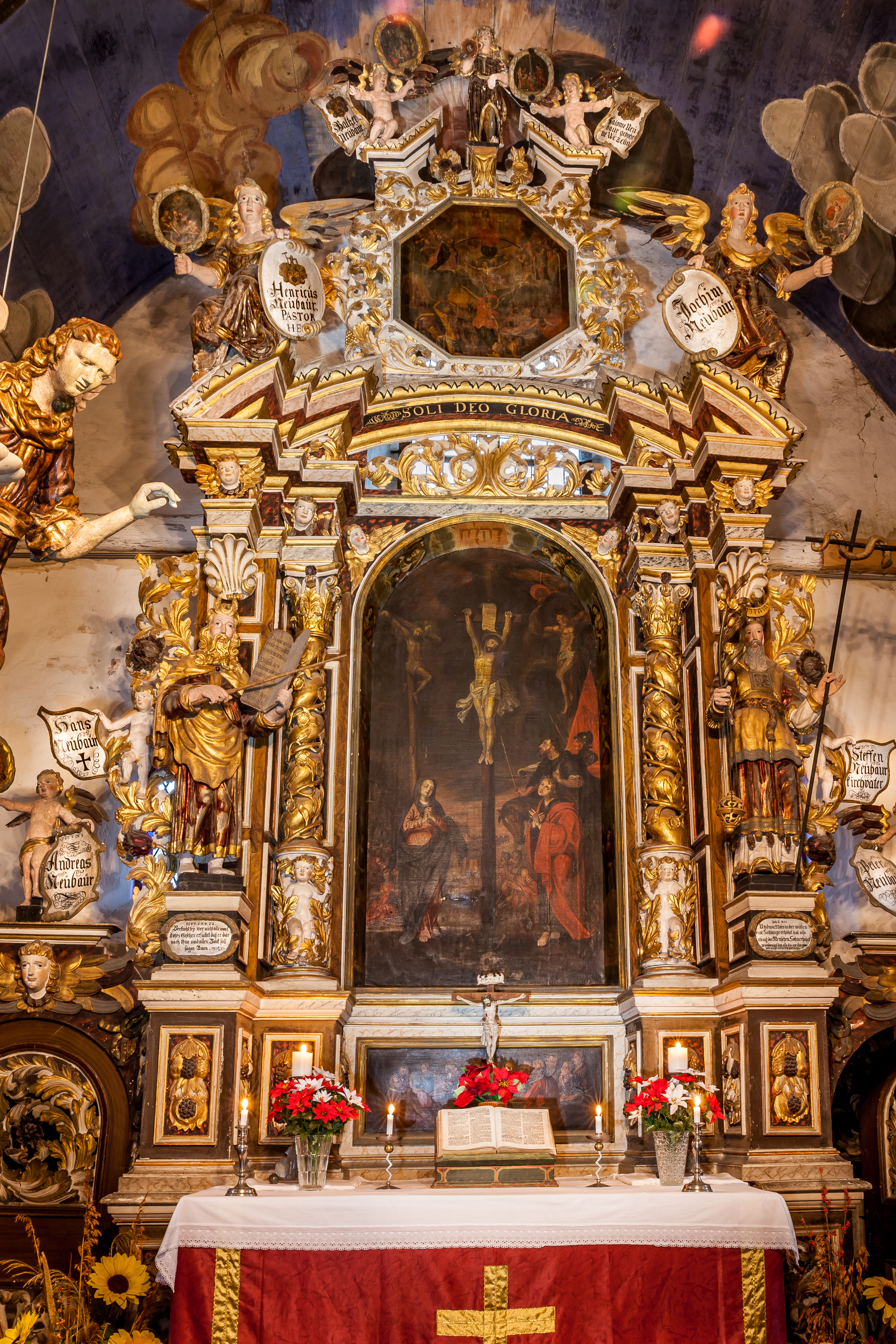
Altar

Die evangelische Dorfkirche St. Valentin ist eine spätgotische Saalkirche im Ortsteil Deesdorf von Wegeleben im Landkreis Harz in Sachsen-Anhalt. Sie gehört zum Kirchspiel Gröningen im Kirchenkreis Halberstadt der Evangelischen Kirche in Mitteldeutschland.

## Geschichte und Architektur
Die Kirche wurde als Saalbau im Stil der Spätgotik im Jahr 1483 erbaut, wobei der querrechteckige Westturm ohne Eingang von einem romanischen Vorgängerbauwerk übernommen wurde. Die Schallöffnungen sind über Säulchen mit hohen Kämpfern gestaltet. Ein hohes abgewalmtes Satteldach schließt das Bauwerk ab. Das rechteckige Schiff von der Breite des Turmes wurde zu Anfang des 17. Jahrhunderts umgebaut, wobei drei ältere Fenster mit Spitzbogen in der Ostwand erhalten blieben. Der langgestreckte Innenraum wird durch ein bemaltes Holztonnengewölbe abgeschlossen, auf dem um die Trinität im Zentrum Geburt, Kreuzigung, Auferstehung und Himmelfahrt Christi dargestellt sind. Eine Empore mit einer künstlerisch wertvollen Brüstungsmalerei der lebensgroßen Brustbilder Christi und der Apostel wurde 1612 von Mathias Gerken aus Deesdorf geschaffen, ein jüngerer Teil aus dem Jahr 1654 zeigt die drei Erzväter, Noah und Joseph.

## Ausstattung
Von der künstlerisch wertvollen hölzernen Ausstattung ist vor allem der große Altaraufbau von 1693 zu erwähnen, der aus einem reich ornamentierten Säulenaufbau, einem Kreuzigungsgemälde und den Schnitzfiguren von Moses und Aaron besteht; im Aufsatz ist ein Gemälde des Jüngsten Gerichts, flankiert von Engelsfiguren, zu sehen. Die Kanzel mit den gemalten Figuren Christi und der Evangelisten wurde 1635 von Wulff Ernst Lindemeyer geschaffen. An der Südwand steht eine kleine Kreuzigungsgruppe aus der Mitte des 15. Jahrhunderts. Geschnitzte Epitaphe erinnern an Severin Niebuhr und seine Tochter Katharine († 1578) und sind mit einem Kreuzigungsgemälde versehen.
Die Orgel ist das Werk eines unbekannten Orgelbauers aus der Zeit um 1830, bei deren Bau auch ältere Bestandteile Verwendung fanden. Im Jahr 2011 wurde das Instrument durch Orgelbau Fay teilweise restauriert, ergänzt und wieder aufgestellt. Die Orgel verfügt über zehn Register auf einem Manual und Pedal.